# Erling Frederiksen
Erling Frederiksen (9. oktober 1910, Horsens - 8. februar 1994, Gentofte) var en dansk maler, billedhugger og grafiker. Han er begravet på Sorgenfri Kirkegård.
Frederiksen var søn af lærer, senere skoleinspektør Christian Frederiksen og lærer Gudrun Karen Marie Pedersen og blev gift den 25. juli 1943 med Erna Klausen (29.1.1920 i Hjortlund/Filskov - 22.12.2007 i Kgs. Lyngby).

## Uddannelse
Elev hos maleren Viggo Brandt som oplæg til Kunstakademiet. Det Kongelige Danske Kunstakademi på billedhuggerskolen hos professor Einar Utzon-Frank fra 1928-1932. Derefter elev hos professor Aksel Jørgensen indtil 1938. Elev på Maison Watteau i Paris hos billedhuggerne Charles Despiau og Paul Cornet i vinteren 1933-1934.

## Kunstnerisk virke

### Maleri
Erling Frederiksen arbejdede i sine værker med synsoplevelserne og eksperimenterede hele sit liv inden for denne selvvalgte snævre ramme på videnskabeligt niveau. Han fordybede sig i det sete, med hverdagslivets udtryk som motiver. Motiverne spænder fra familielivet med daglige gøremål: kvinden, der stryger tøj, familien ved spisebordet og moderen, der bader barnet i en zinkbalje, over studier af livet på arbejdspladser til de senere undersøgelser af eksempelvis "efterbilleder" af synsoplevelserne i form af "motivløse" malerier med intense farvefigurer. Som for eksempel maleriet "Solformørkelse" fra 1982.
I 1937 udstillede Erling Frederiksen i Studentersamfundet sammen med Henry Heerup, og ved denne lejlighed bragtes en udtalelse om hans arbejde. Og som eksempel på een af de få offentlige udtalelser, Frederiksen er kommet med, gengives her disse få, men meget præcise og rammende ord om hans arbejde:
 Forelskelse i Naturen driver een til Arbejdet. Men for at Kunstværket skal faa Eksistens, maa man erkende de Elementer, hvorved Naturen eksisterer for Synssansen, i form af Proportioner, Forholdet mellem sort og hvidt og Kulører. Maaden, hvorpaa disse Elementer forekommer i Naturen, beror paa givne fysiske Love, som vi maa kende, da de skal ytre sig i Arbejdet paa samme Maade, som de gør i Naturen, og derved giver Kunstværket Eksistens. Det er Grundlaget for Billedkunst". 

Tidligt arbejdede Erling Frederiksen med landskabsmalerier, fra egnen ved Grindsted, hvor han voksede op, og fra Lyngby ved København, hvor han som voksen havde bopæl. Udviklingen fra det mere traditionelle maleri til at arbejde med den såkaldte "deling" af farven, jfr. Eugéne Delacroix´ farveteori og den senere pointillisme, ses i landskabsmalerierne i slutningen af 1930´erne, som for eksempel i billedet "Udsigt, Jægerspris" fra 1937. Delacroix fortalte om paletten til maleriet "Massacren paa Chios", 1824: "End ikke en nymalet Dør maa bære Præg af den flade Enstonethed, som en Malersvend lige har givet den, thi Luftens Mellemkomst fremkalder en Sitren af Lyset af uendelig Variation. Og Constable havde ret i at holde fast ved, at den høje Kvalitet i Farverne i hans Enge skyldes, at selve det Grønne er sammensat af en mængde forskellige grønne Toner. Hvad Constable her siger om sine Enge, passer paa alt."

#### Farvekompositioner
Sideløbende med arbejdet med det figurative maleri udførte Erling Frederiksen siden 1930erne abstrakte farvekompositioner i mindre formater. Værkerne blev kun sjældent vist på udstillinger; men i 1966 udstillede han et udsnit af dem i Clausens Kunsthandel. Studierne viser enkle geometriske eller organiske farvefigurer. Kunsthistorikeren Hanne Abildgaard sætter i kataloget til udstillingen på Arbejdermuseet 1998 disse studier i sammenhæng med det øvrige maleri: Farverne er alle slags, fra de dybeste mørke til de skarpt klingende, men altid uddraget af naturiagttagelser af den ene eller den anden art. De er altid intense og ofte overraskende i deres samklang. En sjælden gang angives naturoplevelsen i titlen, f.eks. i "Solformørkelse", men som regel står farvestudierne uden henvisning til et konkret motiv.
I 2002 vistes på kunsthallen Brænderigården i Viborg en omfattende række af farvestudierne. Udstillingsleder på Brænderigården Karin Lintrup skriver i forordet til udstillingskataloget: Erling Frederiksen kaldte selv billederne for farvefigurer. Værkerne er skabt på grundlag af egne iagttagelser og undersøgelser, og kan paralleliseres med den nyorientering af farvens abstrakte værdier, som blev introduceret af Robert Delaunay, Frantisek Kupka og Jacques Villon i Frankrig og Josef Albers-skolen i USA.

### Skulptur
I Erling Frederiksens skulpturer ses ligeledes den konstruktive tilgang, som sammen med forenklingen peger såvel fremad i den modernistiske kunst som tilbage til kilderne, den arkaisk græske og den egyptiske kunst. Portrætterne, de mindre figurer, rundskulpturerne og de store udsmykninger har alle været længe undervejs. Arbejdsprocessen med udviklingen af synsoplevelserne og fortolkningen af det sete var en del af en meget langsom proces. Billedhuggeren Bent Sørensen kendte nøje Erling Frederiksens arbejde og beskrev det i en artikel til en udstilling i Veksølund:
 Hans realisme er ikke lyrisk fortællende, den er ikke litterær. Han bruger alle midler for at nå sit mål, dette at komme så tæt på naturen som overhovedet muligt. Han måler, han bruger loddesnor, han kontrollerer sig selv. Han undrer sig over formens mangfoldige muligheder.
Hans portrætter er ikke psykologiske, men objektive, hvad formen angår. Hans skulpturopfattelse er klassisk betonet, og mange af hans tidlige skulpturer af planter, frøer, katte peger direkte tilbage mod Ægyptens kubiske formopfattelse.
Stenens 6 sider, som tydeligt fornemmes i det færdige arbejde. Den meget skarpe formulering af dybder og indhug. Øjenæblernes runding i forhold til den masse, der omgiver dem. Den tydelige fornemmelse af, at alting er kommet på plads i forhold til hinanden og til helheden. Det gælder også de enkelte led, den måde en hals møder kroppen, og hvordan halsen støder til kæberne og går op til ørerne. Hvordan en hånd kan bevæge de enkelte led på fingrene og lægge sig tøvende ind til kroppen. Erling Frederiksen tænker og forklarer formsammenstød som snit gennem formen, som en art stereometrisk tegning. Hans skulpturer er ikke lineære, men højde, bredde, så dybde.

### Arbejdernes Kunstforening
Tydeligvis havde Aksel Jørgensens undervisning på Kunstakademiet vakt genklang hos Erling Frederiksen. At arbejde med analyse af farven, planer, flader, opbygning, konstruktion, realisme. Men også Aksel Jørgensens syn på kunsten og samfundet. I 1948 blev Erling Frederiksen medlem af bestyrelsen for Arbejdernes Kunstforening. Han organiserede udstillinger på de forskellige arbejdspladser og var i kontakt med de kunstnere, der stillede deres værker til rådighed. Sammen med kunstnerkolleger som Christian Magle, Regnar Jensen, Johannes Carstensen og Dan Sterup-Hansen stod han for selve ophængningerne på lokaliteterne.

### Undervisning
I 1974 blev Erling Frederiksen professor ved Kunstakademiets billedhuggerskole i Frederiksholms Kanal. Han havde stor erfaring i undervisning, og blandt hans elever på de forskellige undervisningssteder var malerne Johannes Carstensen, Gustav Hansen, Bjarne Esbensen og Anders Kirkegaard samt grafikeren, professor Vibeke Mencke Nielsen. Under anden verdenskrig underviste han i tegning i Afstøbningssamlingen på Statens Museum for Kunst; fra slutningen af 1940´erne fortsatte han med at undervise på Glyptoteket. Fra 1968 til 1972 underviste han elever på Det Jyske Kunstakademi i Århus.
Aksel Jørgensens undervisning på Kunstakademiet havde gennem analyser af tidligere tiders og samtidens store kunst åbnet elevernes øjne for billedopbygning, tegning og farveteori, og Erling Frederiksen videregav til sine mange elever gennem sin undervisning den synsmåde, han havde lært hos Aksel Jørgensen.

## Stillinger og hverv
- Underviser i Afstøbningssamlingen på Statens Museum for Kunst i 1940erne
- Medlem af bestyrelsen for Arbejdernes Kunstforening 1948
- Medlem af bestyrelsen for Grafisk Kunstnersamfund 1950
- Lærer på Det Jyske Kunstakademi 1968-1972
- Professor i billedhuggerkunst på Det Kongelige Danske Kunstakademi 1974-1980
- Medlem af Akademiet 1975-1987

## Udstillinger
- Ringen 1941
- KE 1942-1946
- Høstudstillingen 1944
- Ung dansk Kunst 1945, 1950 og 1960
- Den Polykrome 1946 1949-53, 1956
- Grønningen 1948-1966
- Corner 1966-1994
- Aksel Jørgensens Elever, Kunstakademiet København 1946 og 1983
- "Toldbodgadekunst", Clausens Kunsthandel 1978
- Veksølund 1980 og 1983
- Veksølund besøger Nikolaj 1981
- Kunsten 89 - et tværsnit af danske sammenslutninger, Udstillingsbygningen ved Charlottenborg 1989

### Seperatudstillinger
- Vagn Winkels Kunsthandel 1935 (sammen med Ole Kielberg)
- Foreningen for Ung Dansk Kunst 1946
- Vejle Kunstmuseum 1951 (s. m. Ingeborg Andersen)
- Admiralgade 20, København 1958
- Søndre Skole Grindsted 1959-60 (s. m. Henry Heerup)
- Tårnby Rådhus 1966 (retrospektiv); Clausens Kunsthandel 1966, 1970, 1976, 1980 (malerier, retrospektiv) 1985 (tegninger m.m. retrospektiv)
- Hørsholm Kunstforening 1976 (skulpturer og tegninger ), 1982 (retrospektiv), 1990 (retrospektiv; Galleri Ti, Tistrup 1978.[1]

## Hæder
- Legat fra antikvar Carl Julius Petersens Hjælpefond 1938
- Gerda Iversens Legat 1942
- Akademiet 1944, 1948, 1956
- Villiam H. Michaelsens Legat 1946
- Oluf Hartmanns Legat 1947
- Kaufmanns Legat 1951
- Det franske Statsstipendiat 1953
- Astrid Noacks Legat 1960
- Stoltenberg 1961
- LO´s Kulturpris sammen med maleren Bjarne Esbensen[14]
- Ole Haslunds Legat 1965 og 1988
- Statens Kunstfond 1964 og 1965
- Eckersberg Medaillen 1967.[1]

## Værker i offentlig eje

### Malerier
- Mor og søn II (1946, Storstrøms Kunstmuseum)
- Mor og barn (1948-1949, Arbejdermuseet)
- Moselars (1949, SID Langesøhus, Silkeborg)
- Grindsted (1958-1959, Grindsted Amtssygehus)

### Skulptur
- Stående mand modelleret 1931-1932. Bronzeeksemplar støbt ultimo 1960´erne opstillet på Lemvig Kirkeplads)
- Erna (buste i marmor, ca. 1942, Statens Museum for Kunst)
- Liggende figurer (bronze, ultimo 1960´erne, Vejle Tekniske Skole)
- Pige med får (1978, Grindsted Rådhus)
- Kvindefigur (1985, Rødekro Rådhus)
- Mindesmærke (1986, Moskva Venskabspark)

### Udsmykninger
- Vægbilleder til Sygekassen "Fremtiden" (1949)
- Motiver fra arbejdslivet, naturen og familielivet (1952, Gæstesalen på bryggeriet "Stjernen" - nu hos SID, Nyropsgade, København)

Repræsenteret i Kobberstiksamlingen på Statens Museum for Kunst; Vestsjællands Kunstmuseum